# Pomnik Ludziom Morza
Pomnik Ludziom Morza – znajduje się na obszarze portu gdyńskiego przy Skwerze Gombrowicza, w bezpośrednim sąsiedztwie Dworca Morskiego i kapitanatu portu.
Pomnik został odsłonięty 22 lipca 1965 roku. Jego budową kierował mgr inż. Aleksander Białecki, ówczesny członek zarządu Portu Gdynia. Widnieje na nim napis "Ludziom Morza" oraz cytat z Galla Anonima w przekładzie Franciszka Fenikowskiego: "Dziś synowie się nie trwożą burz ni szumu morskich wód". Całokształt pomnika to cztery głazy polodowcowe (wydobyte na powierzchnię podczas pogłębiania akwenu portu gdyńskiego) symbolizujące cztery zawody morskie: dokerów, marynarzy, rybaków i stoczniowców. Autorem pomysłu jest Adam Smereka, a autorem koncepcji rzeźbiarskiej Wiktor Tołkin.